# Bulgarische Basketballnationalmannschaft der Damen
Die bulgarische Basketballnationalmannschaft der Damen vertritt Bulgarien bei internationalen Basketballwettbewerben und wird vom  Basketballverband Bulgariens BFB (bulgarisch Bǎlgarska federatsiya po basketbol) organisiert.
Bis 1989 konnte die Mannschaft zahlreiche internationale Erfolge verbuchen. Dazu zählen der Gewinn der Basketball-Europameisterschaft der Damen 1958, die Silbermedaillen bei den Olympischen Spielen 1980 in Moskau und bei der Basketball-Weltmeisterschaft der Damen 1959 sowie die Bronzemedaille bei den Olympischen Spielen 1976 in Montreal.
Außerdem hat die Mannschaft bei 22 Teilnahmen an Basketball-Europameisterschaften von 1954 bis 1989 noch fünf Silber- und vier Bronzemedaillen gewonnen.

## Gastgeber
Der bulgarische Verband hat bereits drei Europameisterschaften als Gastgeber ausgerichtet:
- Basketball-Europameisterschaft der Damen 1960
- Basketball-Europameisterschaft der Damen 1972
- Basketball-Europameisterschaft der Damen 1989

## Abschneiden bei internationalen Wettbewerben

### Olympische Spiele
| - 1976 – . Platz - 1980 – . Platz - 1988 – 5. Platz |

### Weltmeisterschaften
| - 1959 – . Platz - 1964 – . Platz - 1967 – 7. Platz - 1983 – 6. Platz - 1986 – 7. Platz - 1990 – 8. Platz |

### Europameisterschaften
| - 1952 – 4. Platz - 1954 – . Platz - 1956 – 4. Platz - 1958 – . Platz - 1960 – . Platz - 1962 – . Platz - 1964 – . Platz - 1966 – 7. Platz | - 1968 – 5. Platz - 1970 – 4. Platz - 1972 – . Platz - 1974 – 5. Platz - 1976 – . Platz - 1978 – 7. Platz - 1980 – 5. Platz - 1981 – 5. Platz | - 1983 – . Platz - 1985 – . Platz - 1987 – 9. Platz - 1989 – . Platz - 1991 – 4. Platz - 1993 – 6. Platz |

## Kader
Eine Übersicht des Kaders findet sich beispielsweise in der englischsprachigen Fassung dieses Artikels oder auf dem Internetportal eurobasket.com (s. Abschnitt Weblinks).